# Chionaspis agranulata
Chionaspis agranulata är en insektsart som beskrevs av Chen 1983. Chionaspis agranulata ingår i släktet Chionaspis och familjen pansarsköldlöss. Inga underarter finns listade i Catalogue of Life.